# Schwyz
Schwyz település Svájcban, a róla elnevezett kanton székhelye. A település nevéből származik az ország elnevezése is.

## Nevének eredete
A Schwyz elnevezés eredete bizonytalan, először 972-ben említik írott források Suittes néven. Nyelvészek valószínűsítik, hogy az ógermán suedan (égni) szóból származik és arra utal, hogy a település területét égetéses erdőirtással tették lakhatóvá. Az elnevezést a 16. századtól egyre gyakrabban alkalmazták a későbbi Svájci Konföderációra, míg végül az ország hivatalos elnevezésévé vált Schweiz formában.

## Fekvése
Schwyz Svájc középső részén helyezkedik el, egy, az Alpok északi hegyvonulata által közrezárt völgyben, a Lauerzersee és a Vierwaldstätti-tavak között.

## Története
Habár a város határában előkerült néhány római kori pénzérme is, az első emberi településre utaló egyértelmű nyomok a 8. századból származnak. A város római-katolikus plébániatemploma udvarán, régészeti ásatások során, egy ebből az évszázadból származó alemann temetőt tártak fel, illetve az ásatások megerősítették, hogy a jelenlegi templom helyén már a 8. században állt egy fatemplom, ennek helyére 1000 körül egy kőtemplomot építettek, melyet 1121-ben román stílusban átépítettek (ez a templom 1642-ben egy tűzvészben elpusztult, helyére egy barokk stílusú templomot építettek, mely ma is áll).
1291-ben Uri és Unterwalden kantonokkal együtt robbantották ki a svájci függetlenségi háborút. A három kanton a városban kötötte meg a Svájci Konföderációt létrehozó szerződést, melynek emlékét a Bundesbriefmuseum őrzi, itt őrzik az 1291-es szövetségi levelet is.

## Népesség
A 2002-es népszámlálás idején a városnak 14 663 lakosa volt, közülük 15,6% külföldi állampolgár. Nemzetiség szerint a németek vannak többségben (90,1%), a lakosság 2,7%-a szerbhorvát bevándorló, 2%-a olasz.
Vallási megosztottság szerint az őshonos lakosság 81,6%-a római-katolikus, 4,7%-a református volt. A bevándorlók 3,6%-a az iszlám vallást követte és 3% ortodox volt.